# Petjengskijklosteret
Petjengskijklosteret (russisk: Печенгский монастырь, tr. Petjengskij monastyr; finsk: Petsamon luostari) var i mange århundrede verdens nordligste kloster. Det blev grundlagt i 1533, på stedet hvor elven Petjenga munder ud i Petsamofjorden, 135 km vest for nutidens Murmansk, af den hellige Trifon, en munk fra Novgorod. 
Inspireret af eksemplet fra Solovkij-klosteret ønsket Trifon at omvende de lokale skoltesamer til kristendommen og at vise hvordan, troen kunne blomstre selv i de mest ugæstmilde lande. Hans eksempel blev fulgt af mange andre russiske munke, og i 1572 var det omkring 50 munke og 200 lægbrødre ved Petjengskijklostret.
Seks år efter St. Trifons død i 1583 blev klosteret, som var bygget i træ, plyndret og brændt ned af svenskerne. Angrebet kostede 51 munke og 65 lægbrødre livet, og det afsluttet historien om Trifons kloster i Petjenga. Det svenske hævntogt blev udført af en finsk bondehøvding, Pekka Antinpoika Vesainen, den 25. december 1589, og var en del af den nordiske 25-årskrig fra 1570 til 1595.
I 1591 beordrede zar Fjodor I, at klosteret skulle genopføres i nærheden af Kola, men det nye kloster brændte ned i 1619. Selv om det nye Petjengskijkloster senere blev flyttet til selve byen, så var det så tyndt befolket, at Den hellige synode i 1764 bestemte, at det skulle opløses. 
Som følge af, at den russiske kolonisering af Kolahalvøen skød fart i slutningen af 1800-tallet, blev Petjengskijklostret genoprettet på sin oprindelige beliggenhed 1886. Før den russiske revolution bestod det af det øvre klosteret til minde om gravene for Trifon og de 116 martyrer fra angrebet i 1589, og det nye nedre kloster, med udsigt over Petjengafjorden. 
Det stauropegiske kloster fortsatte med at blomstre efter, at Petjenga blev en del af Finland i 1920. Ved slutningen af fortsættelseskrigen i 1944 blev Petsamo afstået til Sovjetunionen. Munkene blev evakuerede til klosteret Nye Valamo sydligere i Finland, hvor de beholdt deres autonomi til 1984, da den sidste af dem døde i en alder af 110. Selv om klosterbygningerne blev ødelagt under krigen, besluttet den russisk-ortodokse kirke i 1997, at klosteret skulle genoprettes.